# Pegomya granadensis
Pegomya granadensis este o specie de muște din genul Pegomya, familia Anthomyiidae, descrisă de Ackland în anul 1977.
Este endemică în Spania. Conform Catalogue of Life specia Pegomya granadensis nu are subspecii cunoscute.